# فيرنون ماكين
فيرنون ماكين (بالإنجليزية: Vernon McCain)‏ هو مدرب كرة سلة أمريكي، ولد في 4 يونيو 1908 في Enville, Oklahoma ‏ في الولايات المتحدة، وتوفي في 5 أبريل 1993 في برنسيس آن في الولايات المتحدة.